# 金融大王
《金融大王》（英語：The Wolf of Wall Street）是一部1929年美國前法典荷里活時期的電影，由羅蘭德·V·李執導，主演是喬治·班克羅夫特、保羅·盧卡斯、奧嘉·巴古拉諾娃和南絲·嘉勞。故事和劇本由Doris Anderson編寫。
本片最初是製作成為一部無聲電影，後來完全重新拍攝為有聲，成為班克羅夫特的第一部有聲電影。
劇情講述一個無情的交易員（班克羅夫特 飾演）壟斷銅幣市場，然後賣空，他發了財，但最終搞毀了自己和他朋友的資金。

## 演員
- 喬治·班克羅夫特 飾演 The Wolf
- 奧嘉·巴古拉諾娃（英语：Olga Baclanova） 飾演 Olga
- 南絲·嘉勞（英语：Nancy Carroll） 飾演 Gert（女僕）
- 保羅·盧卡斯 飾演 David Tyler
- 布蘭登·赫斯特（英语：Brandon Hurst） 飾演 Sturgess
- 克勞福德·肯特（英语：Crauford Kent） 飾演 Jessup

## 外部連結
- 互联网电影数据库（IMDb）上《The Wolf of Wall Street》的资料（英文）